# Федоров Андрій Павлович
Андрій Павлович Федоров (26 серпня 1888, Мангуш — 1937) — революціонер, чекіст.

## Біографія

Меморіальна дошка на будинку Маріупольської гімназії

Народився 26 серпня 1888 року в селі Мангуші Маріупольського повіту Катеринославської губернії в селянській родині. Закінчивши двокласне сільське училище, вступив до Маріупольської гімназії. У 1905 році за участь в страйковому русі учнів був виключений з неї, пізніше здав екстерном іспити і у 1909 році вступив до Новоросійського університету на медичний факультет.
Брав участь у революційній діяльності партії есерів, за що був виключений з університету і висланий з Одеси.
У 1910 році вступив на юридичний факультет Харківського університету. У 1912 році за участь у страйку протесту проти розстрілу робітників на Ленських золотих копальнях був звільнений з університету, заарештований і висланий за межі губернії. Проживав на Кавказі. У 1914 році екстерном закінчив університет, отримавши професію юриста.
У серпні 1915 року А. П. Федоров був призваний на військову службу і направлений на навчання в Олександрівське військове училище в Москві. У 1916 році йому дали звання в прапорщика і зарахували в 5 сибірський полк в Туркестані.
Перебуваючи на службі в армії, А. П. Федоров вів революційну роботу серед солдатів, був членом полкового солдатського комітету. У 1917 році став на бік революції і взяв у ній активну участь.
З приходом білогвардійців у Туркестан А. П. Федоров був заарештований, але у зв'язку з тяжкою хворобою звільнений. Лікувався в Єсентуках, де брав участь у роботі підпільної комуністичної групи.
Наприкінці серпня 1919 року був заарештований денікінської контррозвідкою за звинуваченням у зв'язках з більшовиками. Білогвардійський суд засудив його до розстрілу, проте в кінці грудня того ж року по «маніфесту Денікіна» був помилуваний і направлений до караульну роту у Владикавказ. У січні 1920 року втік під виглядом кучера в Тіфліс, де поступив на роботу секретним співробітником Особливого відділу 10-ї армії.
З 1920 по 1922 рік А. П. Федоров працював на Кавказі уповноваженим, а потім начальником відділення Особливого відділу Батумського укріпрайону. У 1922 році відряджений до Тіфлісу, а потім у Кутаїсі на посаду начальника відділення Закавказького НК.
У 1922 році А. П. Федорова як чекіста, що мав великий досвід роботи, перевели в центральний апарат ВНК, де він працював спочатку секретним співробітником із закордону, а потім начальником контррозвідувального відділу. На цій посаді він залишався до 1933 року.
У 1922 році перед А. П. Федоровим як керівником КРО ВНК було поставлено завдання щодо припинення діяльності очолюваного Б. Савінковим «Союзу захисту Батьківщини і свободи». У розробленій під керівництвом Ф. Е. Дзержинським операції «Синдикат-2» йому відводилася одна з головних ролей.
Виступаючи як керівник легендованої чекістами контрреволюційної організації «Ліберальні демократи», А. П. Федоров неодноразово виїжджав до Парижа до Б. Савінкова, зустрічався з активістами його організації, а також з британським розвідником С. Рейлі. Буваючи в Польщі, він також зустрічався з співробітниками розвідки Генерального штабу цієї країни, яких забезпечував спеціально підготовленими дезінформаційними матеріалами.
У цій операції А. П. Федоров проявив виняткову сміливість, витримку, винахідливість і самовладання. Він витримав неодноразові перевірки, у тому числі під дулом пістолета, які влаштовував йому найближчий помічник Савінкова — Павловський.
Завдяки професійному досвіду А. П. Федорова, чекістам вдалося схилити до приїзду в СРСР Б. Савінкова та його найближчих співробітників.
За успішне виконання складного завдання ОГПУ 5 вересня 1924 року А. П. Федоров був нагороджений орденом Червоного Прапора. Колегія ОГПУ присвоїла йому звання «Почесний чекіст».
З 1933 по 1937 рік він працював начальником розвідувального відділу Управління НКВС Ленінграда і Ленінградської області.
У 1937 році за помилковим звинуваченням у троцькістській діяльності він був заарештований і засуджений до розстрілу.
У 1956 році А. П. Федоров реабілітований посмертно.